# 미에슈코 4세

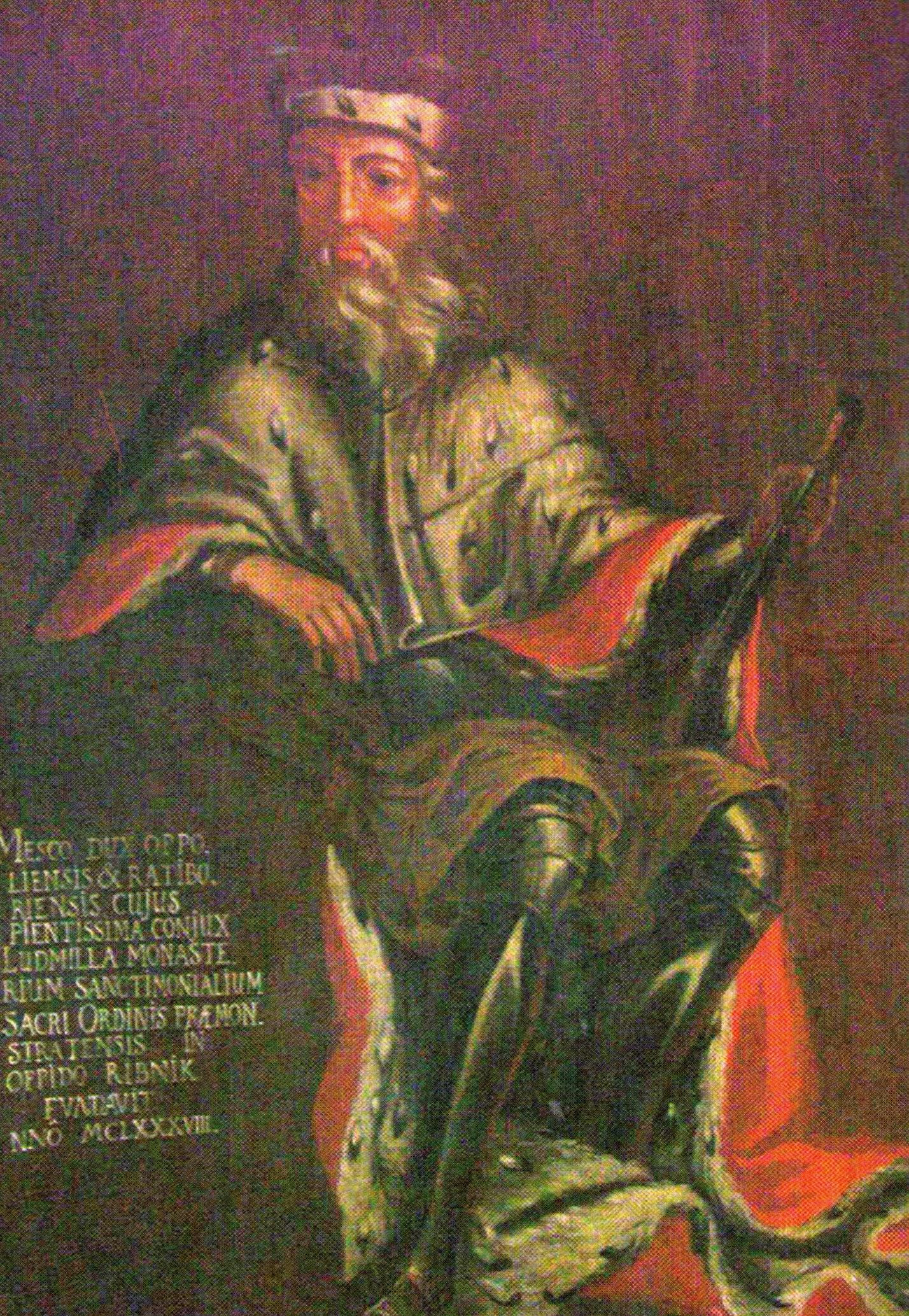
미에슈코 4세 플롱토노기

미에슈코 4세(폴란드어: Mieszko IV, 1130년경 ~ 1211년 5월 16일)은 폴란드 고공(재위: 1210년 ~ 1211년)이다. 짝짝이발고공(폴란드어: Plątonogi 플롱토노기[*])이라는 별칭은 14세기, 15세기에 작성된 연대기에 등장한다.
브와디스와프 2세 비그나니에츠의 둘째 아들이며 그의 어머니는 오스트리아 변경백 레오폴트 3세의 딸이자 독일의 왕 콘라트 3세의 이복자매인 바벤베르크 가의 아그네스(Agnes)이다. 1146년에는 자신의 아버지였던 브와디스와프가 폐위당하면서 자신의 가족들과 함께 작센의 알텐부르크로 망명했다.
1159년 자신의 아버지였던 브와디스와프가 알텐부르크에서 사망했고 브와디스와프 아들인 미에슈코는 아버지의 유산을 되찾기 위해 노력했다. 1163년 신성 로마 제국의 황제였던 프리드리히 1세가 개입하면서 미에슈코와 형 볼레스와프 1세 비소키(Bolesław I Wysoki, 볼레스와프 1세 키다리 공작)는 실레시아로 귀환했다.
1163년부터 1173년까지 볼레스와프 1세 비소키와 함께 실롱스크 공작을 역임했으며 1173년부터 1202년까지는 라치부시 공작, 1202년부터 1211년까지는 오폴레 공작을 역임했다. 1210년 레셰크 1세가 교황 인노첸시오 3세에 의해 파문당하면서 폴란드 고공으로 즉위했지만 1211년 5월 16일에 사망했다. 크라쿠프로 귀환한 레셰크 1세가 공작으로 복위했다.